# Terrace Martin
Terrace Jamahl Martin (28 dicembre 1978) è un produttore discografico, polistrumentista e cantante statunitense.
È noto principalmente come produttore discografico e in tali vesti ha collaborato con molti esponenti del mondo hip hop e non solo, tra cui Kendrick Lamar, Snoop Dogg, Stevie Wonder, The Game, Charlie Wilson, Raphael Saadiq, YG, Kurupt, Murs e altri.

## Discografia

### Album in studio
- 2011 - Melrose (con Murs)
- 2013 - 3ChordFold
- 2013 - 3ChordFold: Remixed
- 2014 - 3ChordFold: Pulse
- 2014 - Times
- 2016 - Velvet Portraits
- 2020 - Sinthisize
- 2021 - Drones

### EP
- 2010 - 808s & Sax Breaks
- 2011 - The Sex EP
- 2012 - The 4 Luv Suite